# 伦纳德·约翰·布拉斯
伦纳德·约翰·布拉斯（Leonard John Brass，1900年5月17日—1971年8月29日）为澳大利亚与美国植物学家、植物采集者及探险家。他出生于昆士兰图文巴。他就职于昆士兰州植物标本馆，20世纪30年代至60年代采集了大量植物标本，并参与了数次对新几内亚、所罗门群岛及非洲的国际考察。